# E107 (trasa europejska)
E107 – byłe oznaczenie drogi międzynarodowej w Europie w latach 1968–1983, przebiegającej w południowo-wschodniej Anglii.
Droga E107 miała ustalony przebieg Londyn – Tilbury.
Oznaczenie to obowiązywało do początku lat 80., kiedy wprowadzono nowy system numeracji tras europejskich. Od tamtej pory numer E107 pozostaje nieużywany.

## Historyczny przebieg E107
Lista dróg opracowana na podstawie materiału źródłowego
| Wielka Brytania | - droga A13: London – Thurrock - droga A126: Thurrock – Tilbury |